# Palle Jul Jørgensen
Palle Jul Jørgensen (født 28. januar 1943 i Odense, død 15. oktober 2008) var en dansk teaterleder. Han var i en række år leder af Svalegangen (1976-86), og derpå blev han chef for Århus Teater, til han trak sig tilbage i 2004.
Palle Jul Jørgensen var cand.mag. i dansk og dramaturgi fra Aarhus Universitet og underviste både på universitetet og på Skuespillerskolen ved Århus Teater. Han var i sin ungdom aktiv i det frodige århusianske kulturliv, hvor han blandt andet var med til at etablere kulturhuset Vestergade 58 i 1966.
Som chef for Svalegangen fik han sat fokus på dansk dramatik, og denne linje fortsatte han på Århus Teater, hvor han etablerede husdramatikerordningen, der sikrede skiftende forfattere arbejde med at skrive et antal teaterstykker, som så blev opført på teateret. Et andet initiativ fra Jørgensens side var dramatiseringen og opførelsen af en række romanværker som Lykke-Peer (1988).
Han var gift med skuespilleren Anne-Vibeke Mogensen. Palle Jul Jørgensen havde to børn fra et tidligere ægteskab.